# Hoplocorypha bicornis
Hoplocorypha bicornis es una especie de mantis de la familia Thespidae.

## Distribución geográfica
Se encuentra en Transvaal (Sudáfrica).